# Kostel svaté Maří Magdalény (Lančov)
Kostel svaté Maří Magdalény je římskokatolický chrám v obci Lančov v okrese Znojmo. Jednolodní pozdně románský chrám pochází z 1. poloviny 13. století, během 18. století byl barokně upravený. Je farním kostelem farnosti Lančov a je chráněn jako kulturní památka.

## Historie
Pozdně románský kostel svaté Maří Magdalény vznikl během 1. poloviny 13. století. Kostel tvořila obdélná loď s apsidou a věží, zakončenou dřevěným zvonicovým patrem. Záznam z roku 1657 uvádí, že kostel je „úplně pobořený“, oprava proběhla až roku 1695. Rozsah tehdejšího poškození a následných oprav je však dnes neurčitelný. Roku 1750 bylo dřevěné zvonicové patro věže nahrazeno zděným. O rok později došlo k zaklenutí podvěží a vytvoření nových oken. Dále byl zazděn původní vstup v jižní straně lodi a vytvořen nový vstup podvěžím. V 1. polovině 19. století přibyla k západní straně věže předsíň. Roku 1855 byla postavena nová sakristie, v roce 1872 přistavěna kaple Božího hrobu a zhotovena hudební kruchta. Roku 1930 došlo k přístavbě schodiště do věže.

## Popis
Kostel svaté Maří Magdalény stojí v centrální části obce. Jedná se o jednolodní orientovanou stavbu s odsazenou apsidou kněžiště. K západnímu průčelí obdélné lodi je přistavěna hranolová věž. K jižní straně lodi přiléhá sakristie obdélného půdorysu. Při jižní straně věže stojí kaple Božího hrobu, zakončená trojbokým závěrem. Schodiště k věži je umístěno na její severní straně. Hlavní vstup do kostela je v západním průčelí věže, krytý předsíní. Původní vstup v jižní zdi lodi je zazděný. Fasády kostela jsou hladké, opatřené protáhlými okny, zakončenými lomeně (kněžiště) nebo obloukem (loď). Věž nese barokní zvonicové patro, oddělené kordonovou římsou od starší středověké části. Zvonici završuje zděný jehlan s odsazením. Fasády věže jsou členěny lizénami. První patro věže prosvětlují oválná okna, zvonice má velká okna s půlkruhovým zaklenutím. 
Kněžiště je zaklenuto konchou, loď a další prostory mají rovný strop. V západní části lodi stojí novogotická dřevěná kruchta. Hlavní oltář obsahuje obraz Máří Magdaleny z roku 1763, restaurovaný roku 1952. Malované retabulum oltáře pokrývá stěny apsidy. Okna lodi a kněžiště vyplňují vitraje z roku 1935. Ve věži visí zvon s reliéfem svatého Petra, ulitý roku 1717 ve Znojmě.

## Galerie

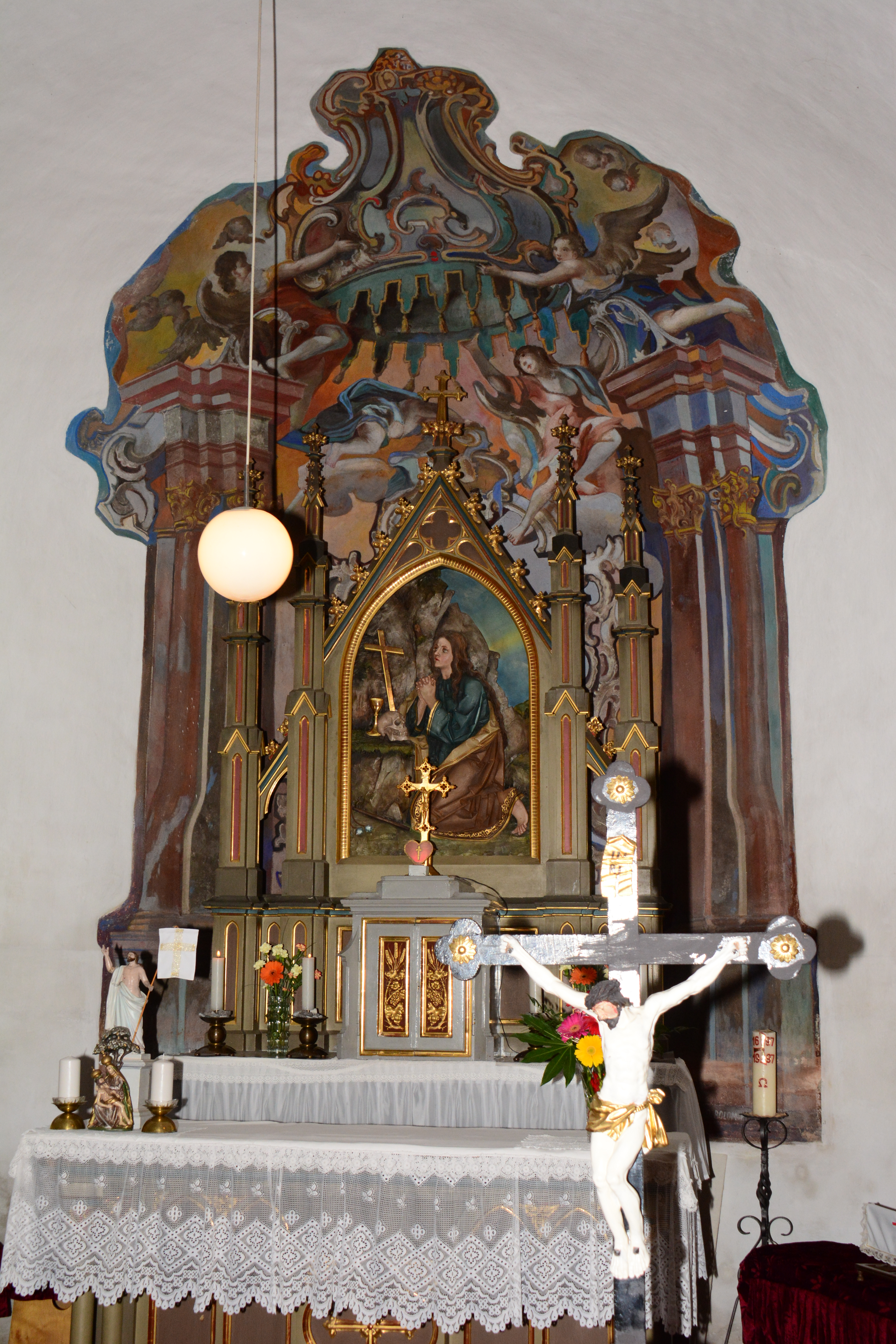
hlavní oltář
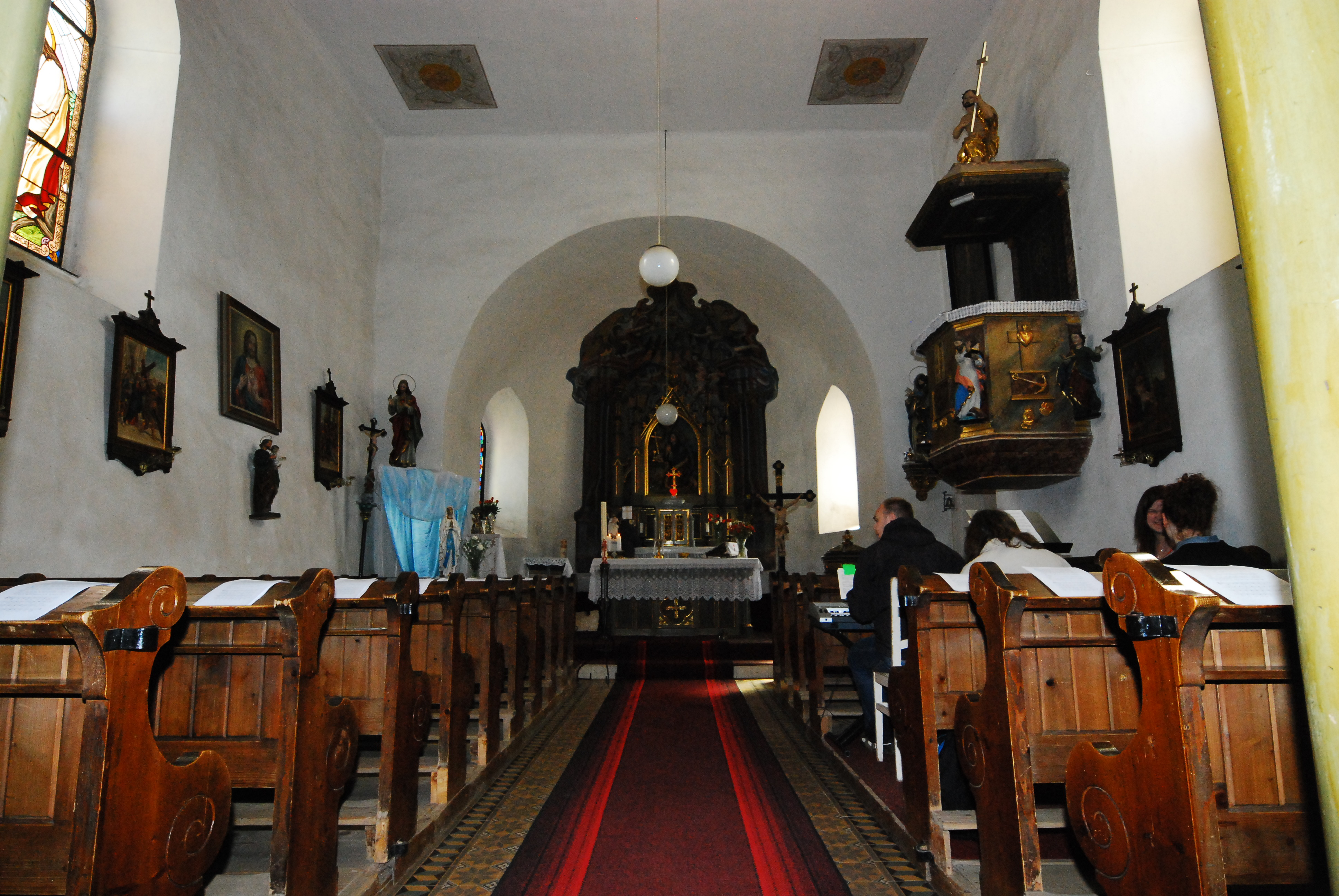
interiér lodi
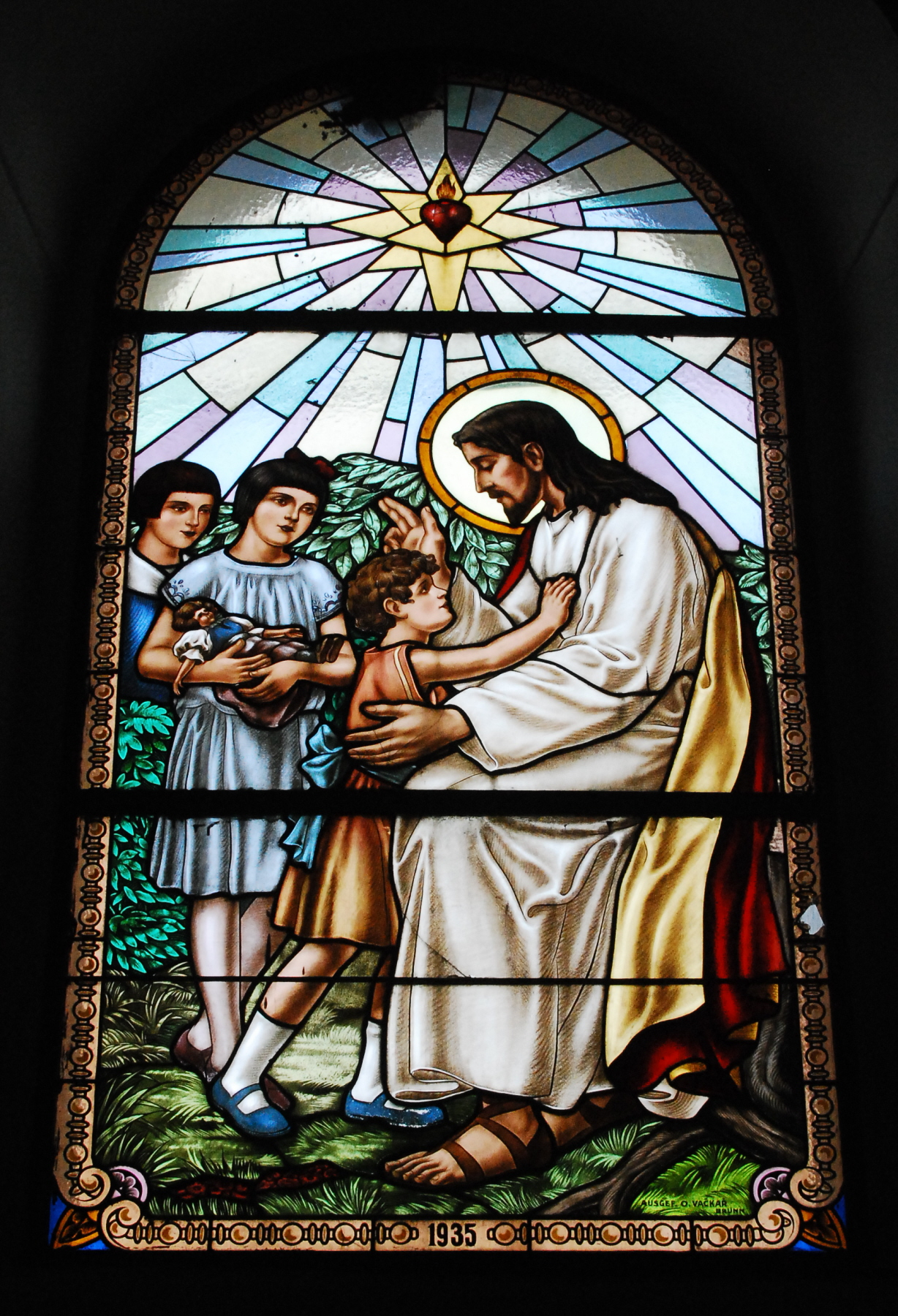
jedna z vitrají v lodi
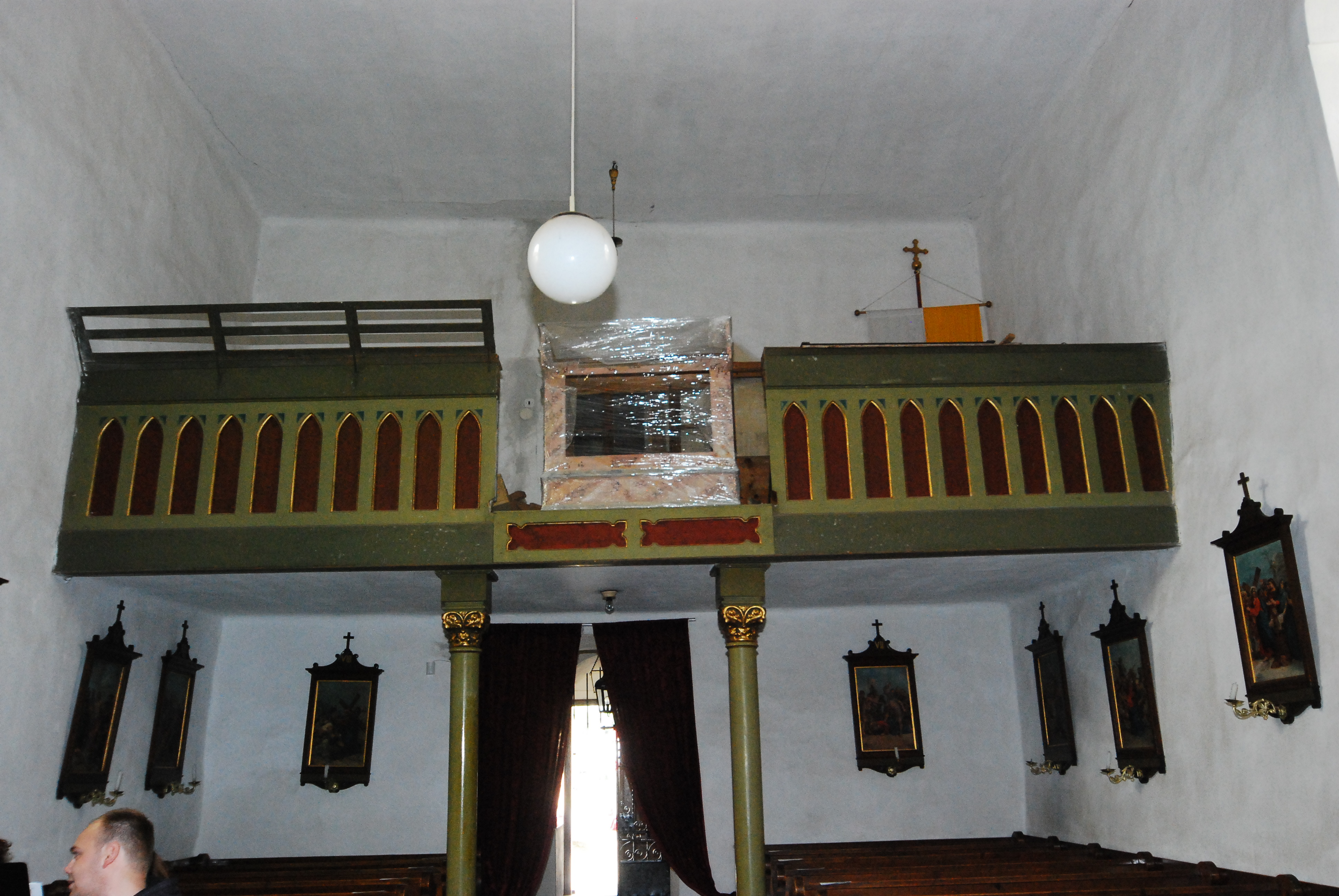
hudební kruchta
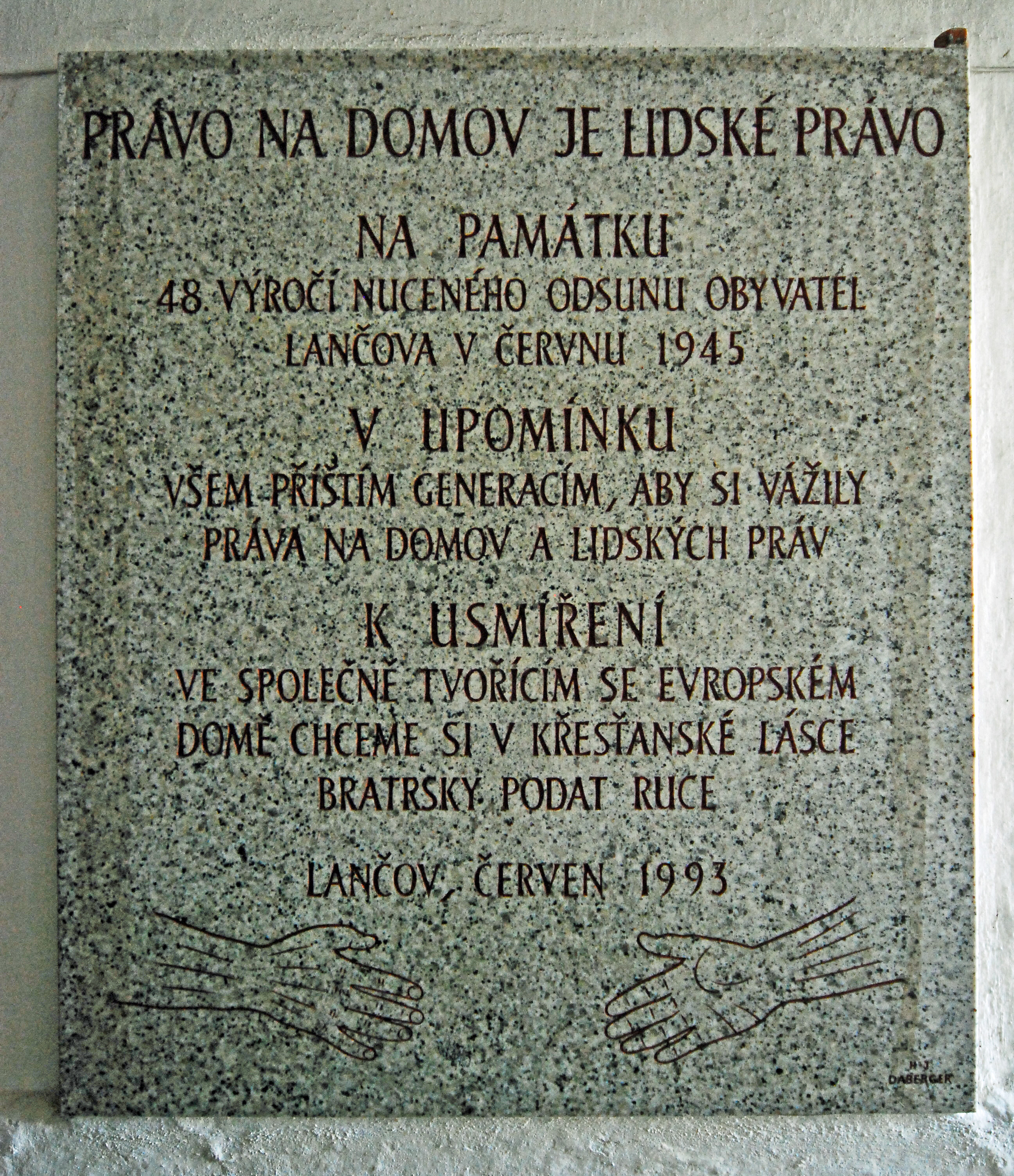
pamětní deska odsunu německých obyvatel z roku 1993